# Most dojazdowy w zespole budowlanym Elektrowni Wodnej Południowej we Wrocławiu

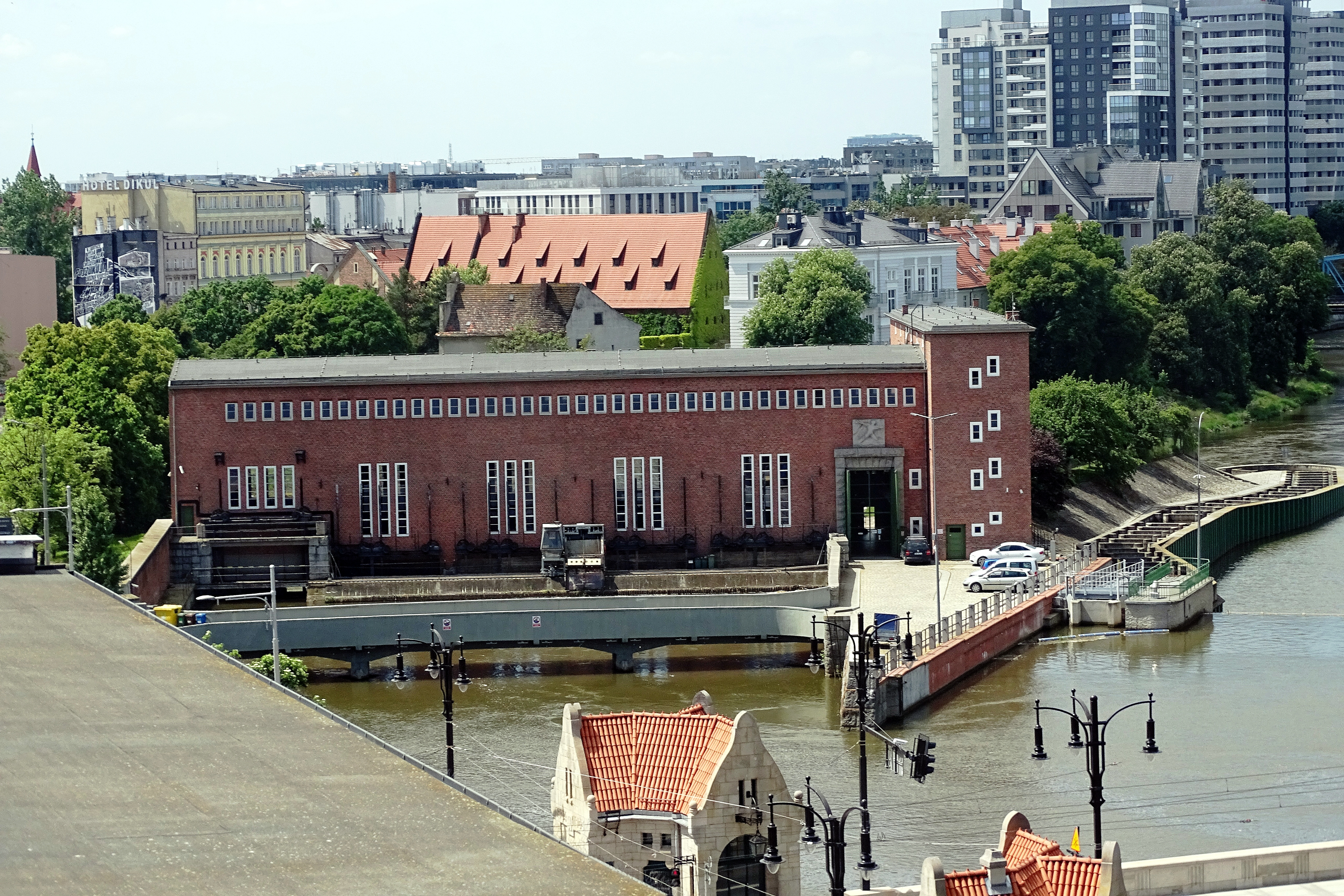

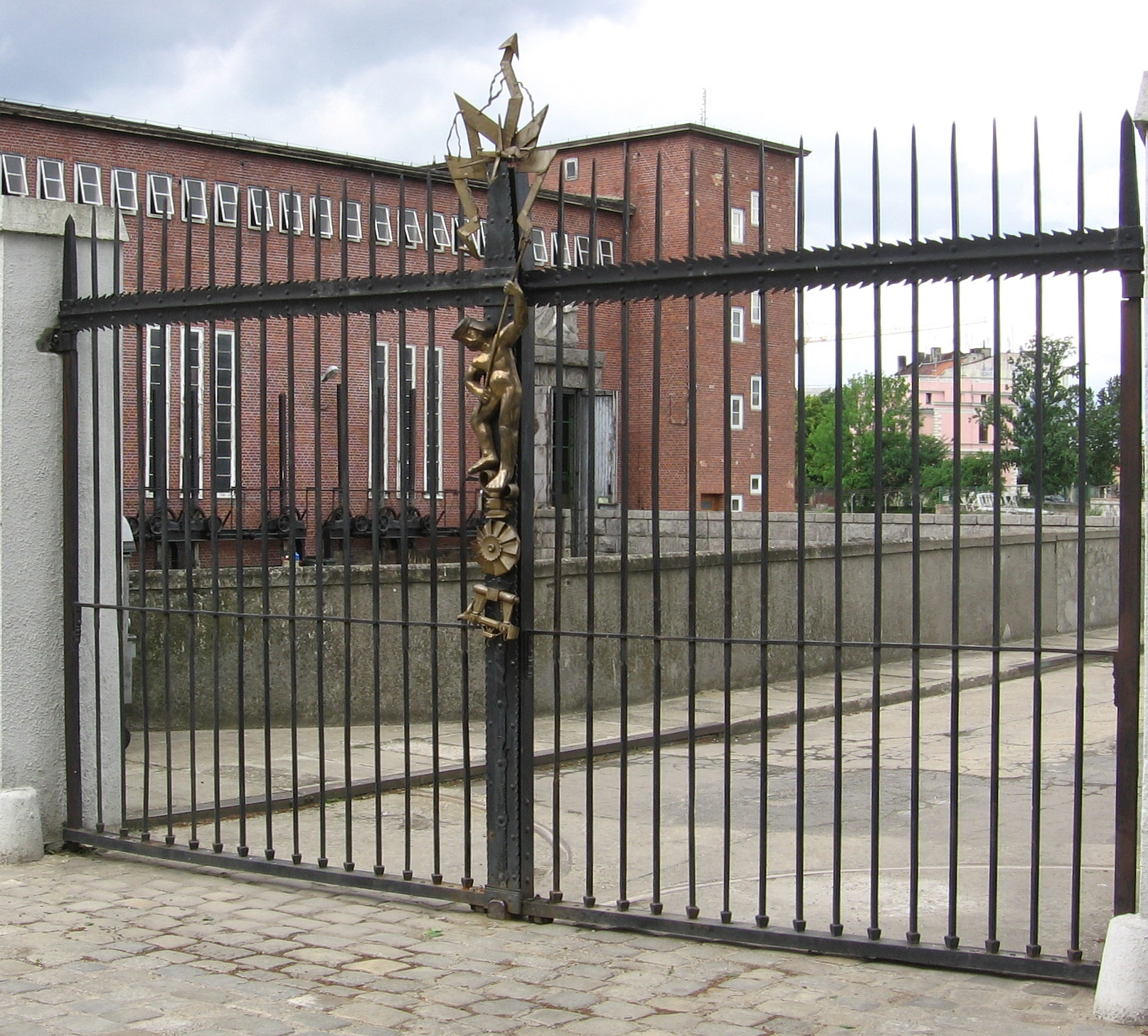
Brama, za nią most

Most dojazdowy w zespole budowlanym Elektrowni Wodnej Południowej we Wrocławiu – drogowy most dojazdowy w zespole budowlanym Elektrowni Południowej we Wrocławiu na Starym Mieście (osiedle samorządowe Stare Miasto). Most stanowi wewnętrzną przeprawę przemysłową w obrębie zakładu elektrowni wodnej nad rzeką Odra, jej ramieniem bocznym przebiegającym w Śródmiejskim Węźle Wodnym – Odrą Południową, w kanale wodnym, na którym zlokalizowana jest hala elektrowni i turbiny. Łączy lewobrzeżną część miasta z bezimienną wyspą, na której znajduje się część zabudowy elektrowni i stopnia wodnego – Mieszczański Stopień Wodny. Powstał w ramach budowy w latach 1921-1924 całego zespołu budowlanego zaprojektowanego przez Maxa Berga i Ludwiga Moshamera, przy czym sam most został oddany do użytkowania w 1922 r. Jest to most żelbetowy, trójprzęsłowy, od długości 40,20 m i szerokości 5,70 m. W 1993 r. zespół zabudowy elektrowni, w tym most dojazdowy jako jedna z kilku wymienionych pozycji w tym zespole, został objęty ochroną i wpisany do rejestru zabytków.

## Historia
W latach 1922–1924 realizowany był zespół elektrowni Wrocław I, Elektrownia wodna Wrocław „Południe” (lub od 1921 r.). Projektantami obiektów byli: Max Berg, Ludwig Moshamer. Oprócz tego zespołu zabudowy powstały także inne obiekty hydrotechniczne tworzące Mieszczański Stopień Wodny, będący dolnym stopniem wodnym dla Śródmiejskiego Węzła Wodnego. Sam most w ramach wyżej wymienionej inwestycji powstał w latach 1921-1922, w miejscu dawnego mostu drewnianego potocznie określanego jako most „przy dawnych dolnych młynach”.
Nie zachowały się informacje o pracach remontowych dotyczących mostu przed rokiem 1945, choć domniemywa się, że w stosunku do stosunkowo nowego obiektu nie były one wymagane i ewentualnie wykonywano nigdzie nie odnotowane drobne prace „kosmetyczne”. Z kolei w latach 1945-1995 wykonywano w zasadzie jedynie stosunkowo niewielkie naprawy elementów żelbetowych. Polegały one na iniekcji rys i uzupełnieniu ubytków betonu. Mimo tych prac na rok 1995 oceniano, że stan mostu jest zły, przy czym przy tej ocenie korzystano między innymi z wykonanego w lutym 1993 r. orzeczenia technicznego. Wskazywano przy tym między innymi na takie wady jak: korozję betonu do głębokości sięgającej nawet 7 cm, uszkodzenia konstrukcji w postaci pęknięć i rys włoskowatych, kawern, także zniszczenia w otulinie zabezpieczającej zbrojenie. Podobne uszkodzenia dotyczyły także innych elementów np. płyt przekrywających kanały instalacji i urządzeń, w tym braku uszczelnienia ich styków. Jednoznacznie wskazywano wówczas na konieczność remontu mostu. W latach 2014–2015 przeprowadzono remont i przebudowę obiektów w zespole.
W okresie powojennym właścicielem całego zespołu były zakłady energetyczne.

## Położenie, funkcja
Most dojazdowy położony jest w obrębie zakładu energetycznego – elektrowni wodnej: Elektrownia Wodna Wrocław I / Elektrownia Południowa we Wrocławiu na Odrze. Jest to teren zamknięty. Nie ma swobodnego, publicznego dostępu do mostu. Zakład znajduje się w obszarze Starego Miasta, w ramach osiedla samorządowego Starte Miasto, w dawnej dzielnicy Stare Miasto. Adres wymienionego zakładu to ulica Nowy Świat 46. Most spina lewy brzeg Odry i bezimiennej wyspy otoczonej wodami ramienia tej rzeki – Odry Południowej, w ramach Odry Głównej we Wrocławiu, przepływającej przez Śródmiejski Węzeł Wodny, nad kanałem, w którym zlokalizowana jest elektrownia, w tym turbiny i nad nimi hala elektrowni. Sama elektrownia stanowi element Mieszczańskiego Stopnia Wodnego. Most zapewnia komunikację wewnętrzną w ramach zakładu zarówno dla ruchu kołowego jak i pieszego dzięki zbudowaniu na płycie mostu odpowiednich elementów drogi: jezdni oraz chodników.

## Architektura i konstrukcja
Jest to most drogowy, dojazdowy, zapewniający komunikację w ramach zakładu energetycznego. Most usytuowany jest prostopadle do koryta rzeki nad którym stanowi przeprawę. W tym miejscu ma ono brzegi pionowe. Są one zabezpieczone ścianami oporowymi. Lico tych ścian wykonano z ciosów kamiennych. Ma trzy przęsła o rozpiętościach odpowiednio: 12,10 + 14,60 + 12,10 metra. Długość mostu wynosi 40,20 m, szerokość 5,70 m, w tym jezdnia 3,50 m i obustronne chodniki szerokości 1,02 m każdy z nich. Przęsła skrajne przy przyczółkach, na długości 4,5 m są poszerzone względem pozostałej części mostu. Takie ukształtowanie pomostu w rzucie prostokątnym na płaszczyznę poziomą wymagało zastosowania dodatkowych belek ukośnych, które oparto z jednej strony na belkach głównych i a z drugiej na poprzecznicach podporowych. Elewacje mostu określa się jako surowe. Ich ukształtowanie cechuje się symetrią i osiowością. Na pomoście zamontowane są bariery, wykonane jako monolityczne, które silnie podkreślają jego liniowość. Do wykonania konstrukcji mostu wykorzystano technologię żelbetową. Podstawowa konstrukcja nośna to ruszt belkowy, przy czym trzy belki główne rozmieszczone są wzdłuż mostu w rozstawie 1,60 m. Ich wysokości są zmienne i wynoszą od 0,70 m do 1,05 m. Oprócz belek głównych na ruszt składają się belki poprzeczne, przęsłowe i podporowe nad filarami, usytuowane prostopadłe do osi mostu. Konstrukcja pomostu oparta jest na przyczółkach oraz podporach środkowych – dwóch filarach. Filary środkowe mają w planie kształt prostokąta i są zbudowane z betonu. Jego wymiary na poziomie zwieńczenia fundamentów wynoszą 5,35 m na 1,50 m i zmniejszają się ku górze zgodnie z ich zbieżnym kształtem. Przyczółki wykonano jako monolityczne. Są wbudowane w konstrukcję nabrzeży. Między podporami, a konstrukcją umiejscowione są łożyska lub przekładki z papy, posadowione na ławach podłożyskowych. Są to ciągłe bloki betonowe o grubości 0,85 m. Balustrady mostu to żelbetowe ściany, o grubości 8 cm, zwieńczone na szczycie pochwytem. W chodnikach wbudowano kanały dla przeprowadzenia instalacji i umieszczeniu urządzeń. Pierwotna nawierzchnia jezdni z kostki granitowej, która w latach późniejszych została przykryta dywanikiem bitumicznym. Dojazdy do mostu wykonane także kamiennej kostki brukowej.

## Ochrona
Cały zespół elektrowni południowej w 1993 r. został uznany za zabytek i objęty ochrona poprzez wpis do rejestru zabytków pod numerem 524/Wm z 10.08.1993 r., a następnie pod numerem A/1473/524/Wm z 16.12.2009 r.. Oprócz całego zespołu, w jego ramach, ochronie podlegają także konkretne obiekty budowlane wymieniane enumeratywnie w zespole (przy czym niektóre z obiektów objęte są ochroną jedynie poprzez wpis do gminnej ewidencji zabytków), a jednym z obiektów wymienionych w rejestrze zabytków jest opisywany tu most dojazdowy, uznano bowiem, że prezentuje on wartości historyczno-techniczne
i krajobrazowe. W zestawieniu gminnym most zapisany jest pod pozycją 3 w ramach zespołu, a w zestawieniu wojewódzkiego konserwatora zabytków pod pozycją 4.
W tym zakresie należy także wskazać, że cały zespół elektrowni wraz z mostem położony jest w obszarze podlegającym ochronie w ramach gminnej ewidencji zabytków pod pozycją Przedmieścia Odrzańskiego wraz z Kępą Mieszczańską jako historyczny układ urbanistyczny (karta obiektu nie wpisanego do rejestru z 1.10.2015 r.), wraz z krajobrazem kulturowym rzeki Odry we Wrocławiu, kształtowany począwszy od XIII wieku i w następnych okresach – początek XVIII wieku, do 1945 r.. Stan zachowania tego układu ocenia się na 4 – dobry / 5 – bardzo dobry.